# Crash Nunatak
Crash Nunatak är en nunatak i Antarktis. Den ligger i Östantarktis. Nya Zeeland gör anspråk på området. Toppen på Crash Nunatak är 1 476 meter över havet.
Terrängen runt Crash Nunatak är kuperad åt nordost, men åt sydväst är den platt. Terrängen runt Crash Nunatak sluttar söderut. Trakten är obefolkad. Det finns inga samhällen i närheten.